# Exodus (álbum de Hikaru Utada)
Exodus é o álbum debut, em inglês, pela cantora nipo-americana Utada, lançado no Brasil pela Universal Music e pela Mercury na Europa. Todas as traduções do japonês foram feitas por Hiroko Shintani (新谷洋子 ,Shintani Hirōko), com exceção de "Animato", que foi traduzida pela própria Utada. Utada disse que desejava levar além sua audiência restrita ao extremo oriente. Em um breve comentário, Elton John disse:
Quanto à surpresas, tem uma menina interessante, Utada, que é uma pop star no Japão e que lançou no ano passado um álbum chamado Exodus [Island]. Possui interessantes músicas dance e eletrônicas e pop. Ela poderia ser a primeira cantora japonesa a conseguir conquistar o Ocidente.
Exodus foi lançado na América do Norte um mês após ser lançado no Japão, em Outubro de 2004, dois meses depois no Brasil, em Novembro de 2004 e no Reino Unido um ano depois. Embora ter sido lançado em quatro áreas diferente, o álbum não chegou a fazer sucesso nos EUA, na Europa e no Brasil, mesmo tendo esgotados nas lojas desse último. Esse fato deve-se, principalmente, pela falta de divulgação do álbum pela gravadora nas regiões citadas. O álbum alcançou a 160ª posição nas paradas americanas da Billboard, "US Billboard 200 chart", vendendo mais de 55 mil cópias nos EUA, segundo Nielsen Soundscan. O álbum é o 247º álbum mais vendido de todos os tempos, no Japão.
As faixas "Opening" e "Crossover Interlude" possuem exatamente as mesmas letras, mas são mixadas diferentemente. "Opening" possui vocais, mas não são mostradas no folheto do álbum. Já as versões feitas para serem lançadas em Hong Kong e Taiwan de Exodus possuem as letras de "Opening" em chinês.
Apenas duas palavras em japonês aparecem no álbum inteiro. Estas são: "Konnichiwa" (今日は) e "Sayōnara" (さようなら) são encontradas em "Easy Breezy". Adicionalmente, as palavras "Thank you for praying for my success" (成功祈ってくれてありがとう, Seikou inotte kurete arigatou)" estão escritas no folheto do álbum.
Exodus foi relançado em 20 de Setembro de 2006 no Japão pela Universal Music, em parceria com a Island Def Jam. A diferença foi apenas um preço mais baixo, para atender à um público mais amplo.
"Devil Inside", "Exodus '04", "You Make Me Want to Be a Man" e "Easy Breezy" foram lançados nas rádios americanas em Abril de 2004, enquanto que em Junho de 2005, nas rádios japonesas e em Maio de 2006 nas britânicas.

## Faixas
Todas as músicas foram escritas por Utada, com exceção de "Exodus'04" e "Let Me Give You My Love", que foram co-escritas pelo produtor e cantor Timbaland e seu frequente colaborador. Danja. Todas as faixas foram produzidas por Utada e seu pai, Skingg U, exceto pelas faixas 3, 12 e 13 produzidas por Timbaland e Danja.
| #  | Título                                               | Duração |
| -- | ---------------------------------------------------- | ------- |
| 1  | Opening                                              | 1:50    |
| 2  | Devil Inside                                         | 3:58    |
| 3  | Exodus '04                                           | 4:32    |
| 4  | The Workout                                          | 4:01    |
| 5  | Easy Breezy                                          | 4:03    |
| 6  | Tippy Toe                                            | 4:15    |
| 7  | Hotel Lobby                                          | 4:30    |
| 8  | Animato                                              | 4:31    |
| 9  | Crossover Interlude                                  | 1:18    |
| 10 | Kremlin Dusk                                         | 5:14    |
| 11 | You Make Me Want to Be a Man                         | 4:37    |
| 12 | Wonder 'Bout                                         | 3:48    |
| 13 | Let Me Give You My Love                              | 3:38    |
| 14 | About Me                                             | 4:00    |
| 15 | You Make Me Want to Be a Man (Bloodshy & Avant Mix)* | 4:02    |
| 16 | You Make Me Want to Be a Man (Junior Jack Mix)*      | 6:43    |

- *Músicas extras da versão do Reino Unido

## Posições nas paradas
Exodus (Japão) - Oricon
| Lançamento            | Parada                     | Posição alcançada | Vendas de estréia | Total de vendas |
| --------------------- | -------------------------- | ----------------- | ----------------- | --------------- |
| 8 de setembro de 2004 | Oricon Daily Albums Chart  | 1                 |                   |                 |
| 8 de setembro de 2004 | Oricon Weekly Albums Chart | 1                 | 523,761           | 1,074,393       |
| 8 de setembro de 2004 | Oricon Yearly Albums Chart | 6                 |                   |                 |

Exodus (EUA) - Billboard
| Lançamento           | Parada            | Posição alcançada |
| -------------------- | ----------------- | ----------------- |
| 5 de outubro de 2004 | The Billboard 200 | 160               |
| 5 de outubro de 2004 | Top Heatseekers   | 5                 |

### Singles - Paradas da Billboard
| Ano  | Single         | Parada                    | Posição alcançada |
| ---- | -------------- | ------------------------- | ----------------- |
| 2004 | "Devil Inside" | Dance Radio Airplay       | 1                 |
| 2004 | "Devil Inside" | Hot Singles Sales         | 57                |
| 2004 | "Devil Inside" | Hot Dance Music/Club Play | 30                |
| 2005 | "Exodus '04"   | Hot Dance Music/Club Play | 24                |

## História de lançamento
| País           | Lançamento             |
| -------------- | ---------------------- |
| Japão          | 8 de setembro de 2004  |
| Grã-Bretanha   | 26 de setembro de 2005 |
| Estados Unidos | 5 de outubro de 2004   |
| Luxemburgo     | 5 de outubro de 2004   |
| Alemanha       | 5 de outubro de 2004   |
| Nova Zelândia  | 14 de outubro de 2004  |
| Brasil         | 17 de novembro de 2004 |